# Interiör med violin
Interiör med violin (franska: Intérieur au violon) är en oljemålning av den franske konstnären Henri Matisse. Den utfördes 1918 och är sedan 1928 utställd på Statens Museum for Kunst i Köpenhamn. 
Målningen är signerad i nedre vänstra hörnet och skildrar en interiör från Hôtel Beau-Rivage i Nice där Matisse bodde några månader under 1918. Från rummet, som han även använde som ateljé, hade han utsikt över stranden och Medelhavet. Bilden utmärks av starka kontraster mellan solljuset utomhus och skuggan i rummet. Matisse återkom flera gånger till motiv med fönster, till exempel i Öppet fönster, Collioure (1905) och Ung kvinna betraktar havet (1923, också utställd på Statens museum for Kunst). Även violiner återkommer regelbundet i hans bilder, till exempel Musiken från 1910.